# Sangsokjadeul
(Tagline della serie)
Sangsokjadeul (상속자들?, lett. Gli eredi; titolo internazionale The Heirs) è una serie televisiva sudcoreana trasmessa su SBS dal 9 ottobre al 12 dicembre 2013. È il primo drama coreano co-prodotto con la piattaforma americana di distribuzione digitale DramaFever.

## Trama
Il diciottenne Kim Tan è il secondogenito del presidente del Jeguk Group, uno dei più ricchi e importanti chaebol sudcoreani, e studia da tre anni negli Stati Uniti, dove il fratellastro maggiore Kim Won l'ha mandato per impedirgli d'interferire nella gestione dell'azienda, della quale Won è diventato il nuovo direttore dopo il pensionamento del padre. A Los Angeles, Tan incontra la coetanea Cha Eun-sang, una ragazza di umili natali arrivata dalla Corea alla ricerca di un futuro migliore. Quando Eun-sang scopre che la sorella maggiore, con la quale intendeva andare a vivere, ha raccontato a lei e alla madre solo bugie, e si trova sola e in difficoltà, Tan decide di darle una mano, ospitandola per breve tempo a casa sua e finendo per innamorarsene.
Alla partenza di Eun-sang per la Corea del Sud, Tan decide di tornare in patria, dove scopre che Eun-sang vive da poco a casa sua perché sua madre vi lavora come governante. Grazie a una borsa di studio da parte del Jeguk Group, Eun-sang comincia a frequentare la Jeguk High School, un prestigioso istituto per ragazzi ricchi, dove, tra gli altri studenti, incontra il bullo della scuola ed ex amico di Kim Tan, Choi Young-do, che s'innamora di lei, e la promessa sposa di Tan, Rachel Yoo. Disposto a difendere a tutti i costi il proprio amore per Eun-sang, Tan decide di sfidare le differenze sociali e il suo stesso padre, che cerca di separare i due ragazzi con ogni mezzo affinché il figlio sposi Rachel.

## Personaggi

### Personaggi principali
- Kim Tan, interpretato da Lee Min-ho e Jung Chan-woo (alle medie).
Erede del Jeguk Group, è un ragazzo impulsivo, affettuoso e onesto. Non ha un buon rapporto con il padre e il fratellastro, che da tre anni lo ha mandato in America per non averlo in giro; è in realtà figlio dell'amante del padre, ma compare nei registri di famiglia come figlio della seconda moglie per poter essere un erede legittimo. È fidanzato per affari con Rachel Yoo.
- Cha Eun-sang, interpretata da Park Shin-hye.
Una ragazza con i piedi per terra, tanto da essere a volte cinica, fa numerosi lavori part-time per sostenere se stessa e la madre. Vive a casa di Kim Tan poiché sua madre è la cameriera della signora Han. È cresciuta con Yoon Chan-young, il suo miglior amico, e frequenta la Jeguk High School grazie a una borsa di studio. È un'appassionata di film dell'orrore.
- Choi Young-do, interpretato da Kim Woo-bin e Yang Hyun-mo (alle medie).
L'erede dell'hotel Zeus, è un bullo e non s'impegna minimamente nello studio, pur essendo intelligente. Suo padre, Choi Dong-wook, è un uomo severo senza pietà che abusa di lui fisicamente, ingaggiando con lui match di judo per costringerlo a fare quello che vuole. Come parte del suo addestramento per diventare il nuovo CEO, lavora come lavapiatti all'hotel Zeus. Un tempo era il migliore amico di Kim Tan, ma il loro rapporto è peggiorato dopo la partenza della madre di Young-do, che incolpa Tan per non essere riuscito a incontrarla un'ultima volta prima che se ne andasse.
- Rachel Yoo, interpretata da Kim Ji-won.
Promessa sposa di Kim Tan, è la ricca e arrogante erede della casa di moda RS International.
- Yoon Chan-young, interpretato da Kang Min-hyuk.
Il figlio del segretario del Jeguk Group, è amico di Eun-sang fin dall'infanzia. Calmo, intelligente e gentile, vede sempre il meglio delle persone ed è fidanzato con Bo-na.
- Lee Bo-na, interpretata da Krystal Jung.
È la figlia del CEO della Mega Entertainment, ex fidanzata di Kim Tan, con il quale mantiene rapporti amichevoli, anche se è convinta che lui non l'abbia dimenticata. È molto gelosa del suo ragazzo, Yoon Chan-young, e all'inizio non le piace Eun-sang perché non crede nell'amicizia tra uomo e donna, anche se poi diventano amiche. Ha un fratello maggiore, Hyun-jin, che studia a New York.
- Kim Won, interpretato da Choi Jin-hyuk.
Il fratellastro maggiore di Kim Tan, è un dirigente capace che gestisce il Jeguk Group. Non ha un buon rapporto con la sua famiglia e teme che Kim Tan possa intralciarlo; per questo, non ha mai avuto un vero legame con il fratellastro. Ha una relazione con Jeon Hyun-joo.
- Lee Hyo-shin, interpretato da Kang Ha-neul.
Figlio del procuratore, ha una cotta per la sua tutor di matematica, Jeon Hyun-joo. Calmo e rilassato, si occupa del sistema scolastico di diffusione ed è amico intimo di Kim Tan. Poiché i suoi genitori cercano di spingerlo a frequentare legge, anche se a lui non piace, alla fine decide di arruolarsi nell'esercito dicendolo solo a Kim Tan e Rachel. È un appassionato di cinema e sogna di fare il regista.
- Jo Myung-soo, interpretato da Park Hyung-sik.
Figlio di due dei più importanti avvocati della città, è un fannullone vanitoso che non vuole subentrare nello studio legale di famiglia, preferendo uscire la notte a divertirsi con i suoi amici. È il migliore amico di Choi Young-do e vicino di casa di Kim Tan. Gli piacciono molto le ragazze e fare fotografie.

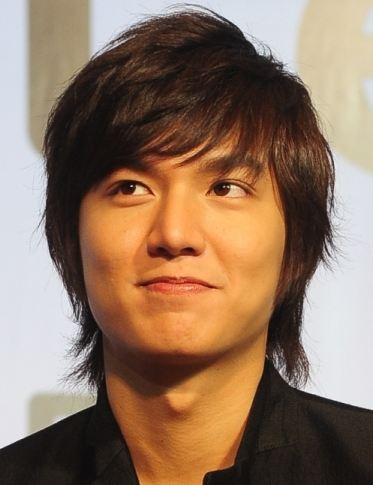
Lee Min-ho interpreta Kim Tan.
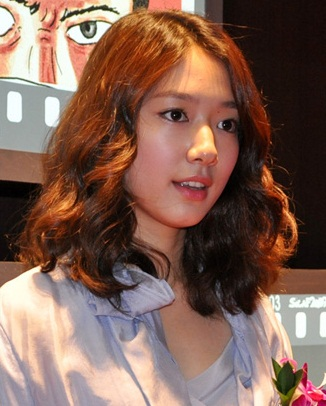
Park Shin-hye interpreta Cha Eun-sang.
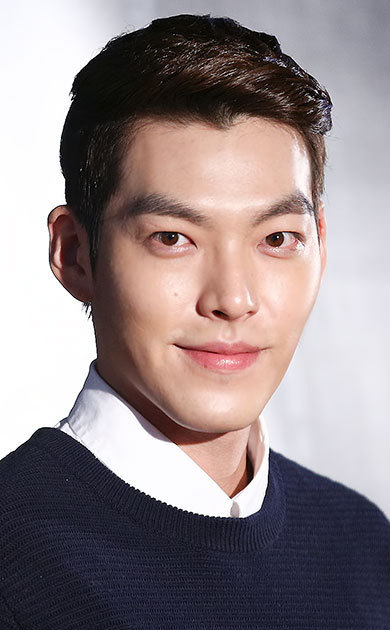
Kim Woo-bin interpreta Choi Young-do.
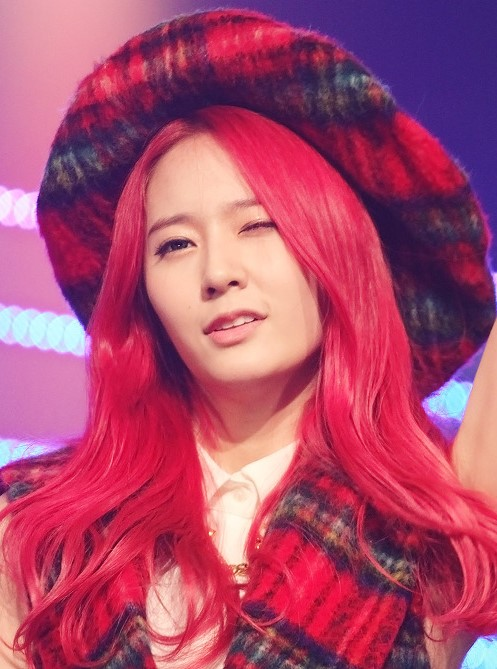
Krystal Jung interpreta Lee Bo-na.
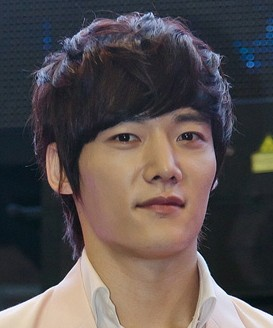
Choi Jin-hyuk interpreta Kim Won.
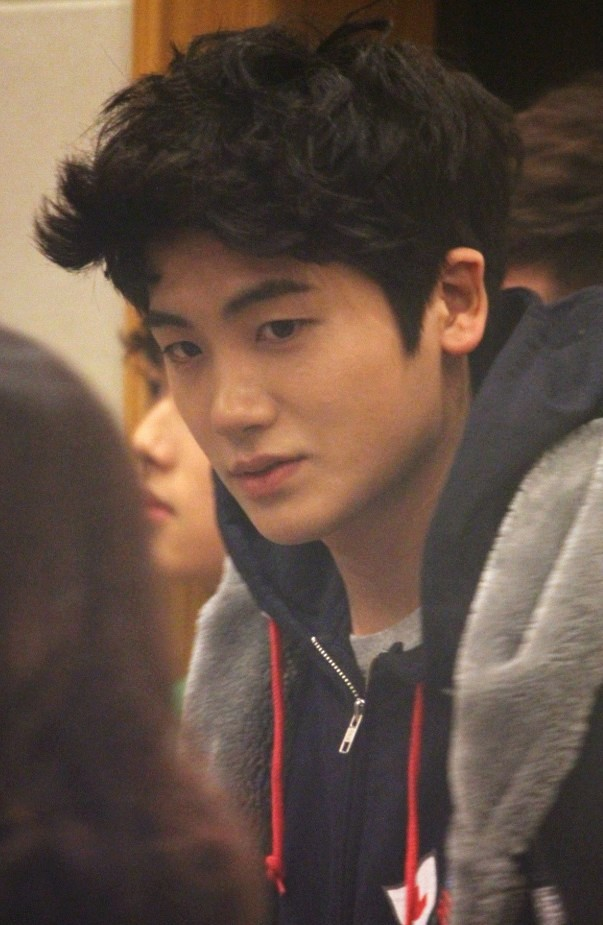
Park Hyung-sik interpreta Jo Myung-soo.

### Personaggi secondari
- Jeon Hyun-joo, interpretata da Lim Ju-eun.
Tutor di matematica di Lee Hyo-shin, è una donna calma, intelligente e seria che ha una relazione con Kim Won. Orfana cresciuta grazie all'aiuto del Jeguk Group, diventa insegnante di letteratura alla Jeguk High School.
- Kang Ye-sol, interpretata da Jeon Soo-jin.
La migliore amica di Bo-na, sua madre possiede diversi bar per adulti nel distretto di Gangnam.
- Moon Joon-young, interpretato da Jo Yoon-woo.
È una delle vittime degli atti di bullismo di Choi Young-do alla Jeguk High School perché ha una borsa di studio. Non riuscendo più a sopportare i soprusi, si trasferisce in un'altra scuola.
- Yoon Jae-ho, interpretato da Choi Won-young.
Segretario del gruppo Jeguk, è il padre di Yoon Chan-young e ha avuto una relazione con Esther Lee.
- Esther Lee, interpretata da Yoon Son-ha.
Presidentessa della RS International, è la madre di Rachel ed è fidanzata con Choi Dong-wook.
- Han Ki-ae, interpretata da Kim Sung-ryung.
È la madre di Kim Tan e amante di Kim Nam-yoon, che ha conosciuto al lavoro, essendo stata la sua segretaria. Vive a casa Kim, dove si comporta da padrona di casa essendo la seconda moglie assente, e ama bere. Vuole molto bene al figlio ed è amica della madre di Ye-sol. È una donna teatrale e drammatica.
- Jeong Ji-sook, interpretata da Park Joon-geum.
La preside della Jeguk High School, è la seconda moglie di Nam-yoon e madre di Kim Tan all'anagrafe. Egoista e manipolatrice, cerca di prendere possesso del gruppo Jeguk quando il presidente e suo marito Nam-yoon si sente male.
- Park Hee-nam, interpretata da Kim Mi-kyung.
La cameriera della signora Han e madre di Cha Eun-sang, ha perso la voce all'età di tre anni a causa di una forte febbre. Dà spesso consigli alla madre di Kim Tan, con la quale alla fine instaura un rapporto amichevole. È gentile e vuole il meglio per la figlia.
- Choi Dong-wook, interpretato da Choi Jin-ho.
Presidente dell'hotel Zeus, è il padre di Choi Young-do e fidanzato di Esther Lee. È diventato un donnaiolo dopo la partenza della madre di Young-do.
- Kim Nam-yoon, interpretato da Jung Dong-hwan.
Il presidente del Jeguk Group, è il padre di Kim Tan e Kim Won. È un uomo severo e autoritario, che fa seguire i figli e pretende che facciano quello che vuole lui. Anche se è andato in pensione, ha ancora molta influenza all'interno dell'azienda.
- Madre di Hyo-shin, interpretata da Seo Yi-sook.
È una donna autoritaria che vuole che il figlio Hyo-shin studi a tutti i costi legge. È la presidentessa dell'associazione genitori-insegnanti della Jeguk High School.
- Madre di Myung-soo, interpretata da Ra Mi-ran.
- Yoo Kyung-ran, interpretata da Choi Ji-na.
È la madre di Young-do. Se n'è andata di casa quando il figlio aveva quindici anni e ora lavora in un bar.
- Madre di Ye-sol, interpretata da Choi Eun-kyung.
Amica della madre di Kim Tan, gestisce diversi bar per adulti.
- Lee Chan-hyuk, interpretato da Jung Won-joong.
È il padre di Hyo-shin e lavora come procuratore.
- Madre di Bo-na, interpretata da Lee Yeon-kyung.

## Ascolti
| Episodio | Data di trasmissione | Dati TNMS           | Dati TNMS                  | Dati AGB            | Dati AGB                   |
| Episodio | Data di trasmissione | A livello nazionale | Area metropolitana di Seul | A livello nazionale | Area metropolitana di Seul |
| -------- | -------------------- | ------------------- | -------------------------- | ------------------- | -------------------------- |
| 1        | 9 ottobre 2013       | 9,9%                | 12,0%                      | 11,6%               | 13,1%                      |
| 2        | 10 ottobre 2013      | 11,2%               | 13,4%                      | 10,5%               | 11,8%                      |
| 3        | 16 ottobre 2013      | 10,9%               | 13,9%                      | 10,6%               | 11,8%                      |
| 4        | 17 ottobre 2013      | 12,4%               | 15,2%                      | 11,5%               | 12,7%                      |
| 5        | 23 ottobre 2013      | 12,2%               | 15,6%                      | 11,4%               | 12,8%                      |
| 6        | 24 ottobre 2013      | 13,9%               | 17,9%                      | 13,5%               | 14,8%                      |
| 7        | 30 ottobre 2013      | 12,9%               | 16,2%                      | 13,1%               | 13,1%                      |
| 8        | 31 ottobre 2013      | 14,1%               | 17,6%                      | 13,1%               | 14,1%                      |
| 9        | 6 novembre 2013      | 13,3%               | 16,6%                      | 13,4%               | 15,3%                      |
| 10       | 7 novembre 2013      | 14,3%               | 17,9%                      | 15,3%               | 17,2%                      |
| 11       | 13 novembre 2013     | 13,9%               | 17,1%                      | 15,4%               | 16,8%                      |
| 12       | 14 novembre 2013     | 14,0%               | 17,8%                      | 15,9%               | 17,5%                      |
| 13       | 20 novembre 2013     | 18,2%               | 22,1%                      | 20,6%               | 22,7%                      |
| 14       | 21 novembre 2013     | 19,4%               | 23,4%                      | 22,1%               | 24,6%                      |
| 15       | 27 novembre 2013     | 18,2%               | 22,7%                      | 19,8%               | 21,0%                      |
| 16       | 28 novembre 2013     | 20,2%               | 23,8%                      | 21,1%               | 23,2%                      |
| 17       | 4 dicembre 2013      | 21,4%               | 27,6%                      | 21,4%               | 23,4%                      |
| 18       | 5 dicembre 2013      | 21,8%               | 27,3%                      | 23,9%               | 26,5%                      |
| 19       | 11 dicembre 2013     | 22,5%               | 28,5%                      | 24,3%               | 27,0%                      |
| 20       | 12 dicembre 2013     | 23,5%               | 27,9%                      | 25,6%               | 28,6%                      |
| Media    | Media                | 15,9%               | 19,7%                      | 16,7%               | 18,4%                      |

## Colonna sonora
Parte 1
1. I'm Saying... (말이야) – Lee Hong-ki
2. Love Is... – Park Jang-hyun e Park Hyun-kyu
3. Moment – Changmin
4. In the Name of Love (사랑이라는 이름으로) – Ken
5. Two People (두 사람) (remake) – Park Jang-hyun
6. Serendipity (세렌디피티) – 2Young
7. Biting My Lower Lip (아랫입술 물고) – Esna
8. Here For You – Big Baby Driver
9. What We Used to Be – Big Baby Driver
10. Some Other Day – Big Baby Driver
11. I Will See You – Trans Fixion
12. I'm Saying... (말이야) (strumentale)
13. Love Is... (strumentale)
14. Moment (strumentale)

Parte 2
1. Story (스토리) – Park Shin-hye
2. Crying Again (또 운다) – Moon Myung-jin
3. Only With My Heart (마음으로만) – Lena Park
4. Don't Look Back (돌아보지마) – Choi Jin-hyuk
5. Painful Love (아픈 사랑) – Lee Min-ho
6. Love Is... (acustica) – Park Hyun-kyu
7. In The Name of Love (사랑이라는 이름으로) (versione inglese) – Ken
8. Growing Pains 2 (성장통 2) – Cold Cherry
9. Heritor – AA.VV
10. I'm Saying... (말이야) (piano) – AA.VV
11. Dream Catcher – AA.VV
12. Love Is... (comica) – AA.VV
13. Logical Love – AA.VV
14. Weight of the Crown – AA.VV
15. Aim at the Crown – AA.VV
16. Counting by Children (별을 세는 아이) – AA.VV
17. Portents of War – AA.VV
18. Dream of One Summer Night (한여름 밤에 꿈) – AA.VV

## Riconoscimenti
- 2013 – Anhui TV Drama Awards
  - Vinto – Popolare attrice straniera a Park Shin-hye.
  - Vinto – Popolare attore straniero a Lee Min-ho.
- 2013 – Baidu Fei Dian Awards
  - Vinto – Miglior attore asiatico a Lee Min-ho.
- 2013 – SBS Drama Awards
  - Vinto – Premio alla massima eccellenza, attore in un drama a Lee Min-ho.
  - Vinto – Premio all'eccellenza, attrice in un drama a Park Shin-hye.
  - Vinto – Premio speciale alla recitazione, attrice in un drama a Kim Sung-ryung.
  - Vinto – Miglior dieci star a Lee Min-ho.
  - Vinto – Miglior dieci star a Park Shin-hye.
  - Vinto – Miglior dieci star a Kim Woo-bin.
  - Vinto – Miglior coppia a Lee Min-ho e Park Shin-hye.
  - Vinto – Premio popolarità a Lee Min-ho.
  - Nomination – Premio popolarità a Kim Woo-bin.
  - Nomination – Premio popolarità a Park Shin-hye.
  - Vinto – Nuova stella a Choi Jin-hyuk.
  - Vinto – Nuova stella a Kang Min-hyuk.
  - Vinto – Nuova stella a Kim Ji-won.
  - Vinto – Meglio vestito a Lee Min-ho.
- 2014 – Baeksang Arts Awards
  - Pendente – Miglior colonna sonora per Moment a Changmin.
  - Pendente – Attore più popolare (TV) a Lee Min-ho.
  - Pendente – Attore più popolare (TV) a Kim Woo-bin.
  - Pendente – Attore più popolare (TV) a Park Hyung-sik.
  - Pendente – Attrice più popolare (TV) a Park Shin-hye.
- 2014 – DramaFever Awards[3][4]
  - Vinto - Miglior drama
  - Vinto - Miglior attore a Lee Min-ho.
  - Vinto - Miglior attrice a Park Shin-hye.
  - Vinto - Miglior coppia a Krystal Jung e Kang Min-hyuk.
  - Vinto - Miglior coppia non destinata a stare insieme a Park Shin-hye e Kim Woo-bin.
  - Vinto - Miglior amicizia maschile a Lee Min-ho e Kim Woo-bin.
  - Vinto - Attore più sexy a Kim Woo-bin.
- 2014 – Seoul International Drama Awards
  - Vinto – Miglior drama coreano.
  - Nomination – Miglior attore coreano a Lee Min-ho.
  - Nomination – Miglior attrice coreana a Park Shin-hye.
- 2014 – Korean Drama Awards[5][6]
  - Nomination – Miglior regia a Kang Shin-hyo e Bu Jung-chul.
  - Nomination – Miglior attore di supporto a Kim Woo-bin.
  - Nomination – Miglior attore di supporto a Choi Jin-hyuk.
  - Nomination – Gran premio a Lee Min-ho.
- 2014 – APAN Star Awards[7]
  - Nomination – Attore d'eccellenza (ruolo principale) in una miniserie a Lee Min-ho.
  - Nomination – Attore d'eccellenza in una miniserie a Kim Woo-bin.
  - Nomination – Attrice d'eccellenza in una miniserie a Park Shin-hye.

## Distribuzioni internazionali
I diritti per la messa in onda della serie sono stati venduti a tredici paesi in tutto il mondo.
| Paese      | Canale/i             | Prima TV                      |
| ---------- | -------------------- | ----------------------------- |
| Taiwan     | STAR Chinese Channel | 2 aprile 2014-13 maggio 2014  |
| Birmania   | MRTV-4               | 21 aprile-16 giugno 2014      |
| Giappone   | KNTV                 | 27 aprile 2014-               |
| Hong Kong  | Drama 1              | 24 maggio 2014-26 luglio 2014 |
| Filippine  | ABS-CBN              | 26 maggio-11 luglio 2014      |
| Singapore  | MediaCorp Channel U  | 29 novembre 2014-             |
| Cina       | Sohu, Youku          |                               |
| Vietnam    | HTV3                 | 15 settembre 2014-            |
| Thailandia | Workpoint TV         |                               |
| Malaysia   | ONE TV ASIA          |                               |
| Israele    | Viva                 |                               |
| Mongolia   | Mongol TV            |                               |
| Indonesia  | RCTI                 | 26 novembre 2014-             |